# Clavulina tepurumenga
Clavulina tepurumenga é uma espécie de fungo pertencente à família Clavulinaceae.